# Fiji nos Jogos Olímpicos de Verão de 1988
O Fiji participou dos Jogos Olímpicos de Verão de 1988 em Seul, na Coreia do Sul. Não conquistou nenhuma medalha de ouro, nem de prata, nem de bronze.